# Rose Beuret
Pour les articles homonymes, voir Beuret.
Rose Beuret, née Marie Rose Beuret le 9 juin 1844 à Vecqueville (Haute-Marne) et morte le 14 février 1917 à Meudon, est une couturière et blanchisseuse française, connue pour avoir été l'une des muses et, durant 53 ans, la compagne d'Auguste Rodin, qu'elle épousa le 29 janvier 1917, seize jours avant sa propre mort.

## Biographie
Couturière fille d'un cultivateur et vigneron de Haute-Marne, Marie Rose Beuret rencontre Rodin en 1864 alors qu'il travaille au fronton du théâtre des Gobelins.
Rose Beuret était une femme réservée et timide. Rodin, un homme sérieux et travailleur, rustique dans ses manières et aussi timide qu'elle. Ils emménagent ensemble et continuent leur travail, lui comme sculpteur et elle comme couturière. Beuret se chargeait du travail de la maison et Rodin l'aidait parfois à coudre des boutons. Les dimanches, les jeunes amoureux faisaient des longues promenades dans les bois et la campagne proches de Paris.
En 1893, Rodin s'installe avec elle à Meudon, au no 8, chemin Scribe, dans la Maison des Chiens-Loups.
Beuret devient petit à petit la fidèle compagne de Rodin. Elle l'assiste dans la projection et l'organisation de son atelier et pose pour lui à plusieurs reprises. Avec elle, Rodin aborde les portraits de femmes. Ils ont eu un fils que l'artiste n'a pas reconnu et qui pour cela reçut le nom d'Auguste-Eugène Beuret (1866-1934), qui servit lui aussi de modèle à Rodin (Mignon, Bellone, L’Alsacienne) ainsi que de garçon d'atelier. Pour autant, leur relation se détériora au fil de la carrière du sculpteur.
Ils se marièrent le 29 janvier 1917 à Meudon, « récompense » pour cette femme discrète, dévouée et fidèle à son compagnon, alors que ce dernier eut de nombreuses liaisons (Camille Claudel, Gwen John, la duchesse de Choiseul, de 1907 à 1912,), soit deux semaines avant sa mort, survenue le 14 février 1917 à Meudon.
Beuret fut plusieurs fois le modèle de Rodin, témoignant de son évolution stylistique, de Jeune fille au chapeau fleuri en 1865, encore influencé par Carrier-Belleuse, en passant par Mignon en 1869-1870, puis Bellone, exécutée en 1878, après son retour de Belgique. Elle est également le sujet d'un masque taillé en 1898.

## Filmographie
Dans Camille Claudel (1988), son rôle est joué par Danièle Lebrun. Dans Rodin (2017), il est interprété par Séverine Caneele.

## Galerie

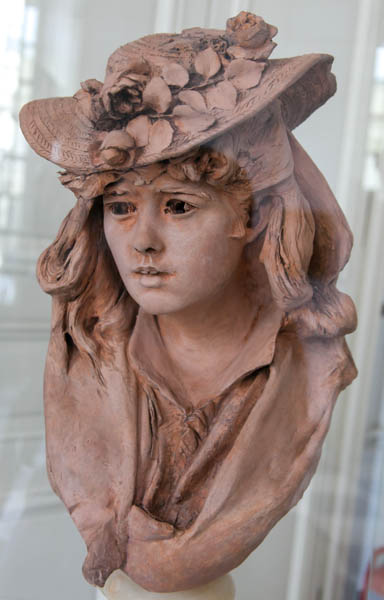
Jeune Fille au chapeau fleuri, 1865.
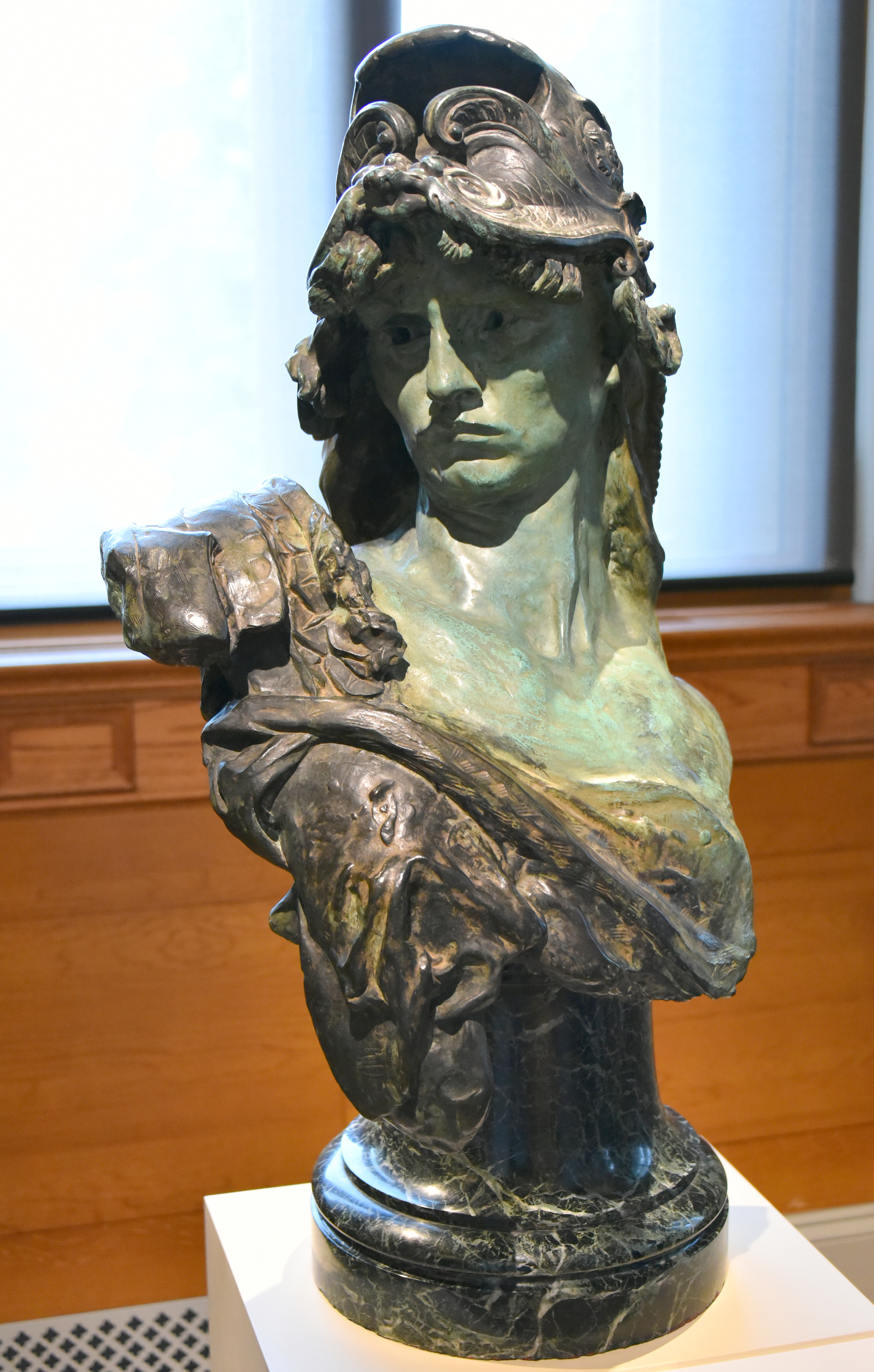
Bellone, 1879.
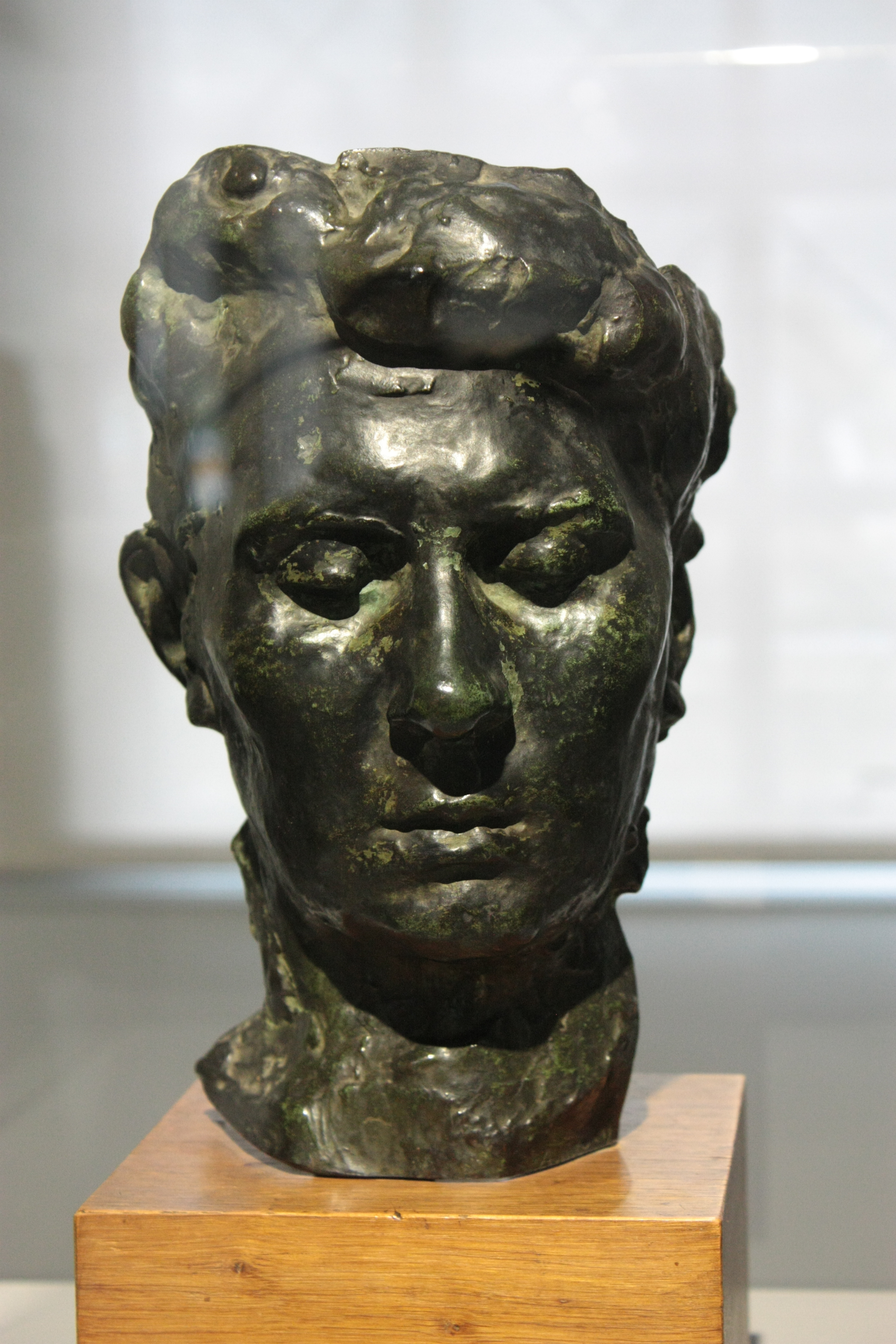
Buste de Rose Beuret, 1880.
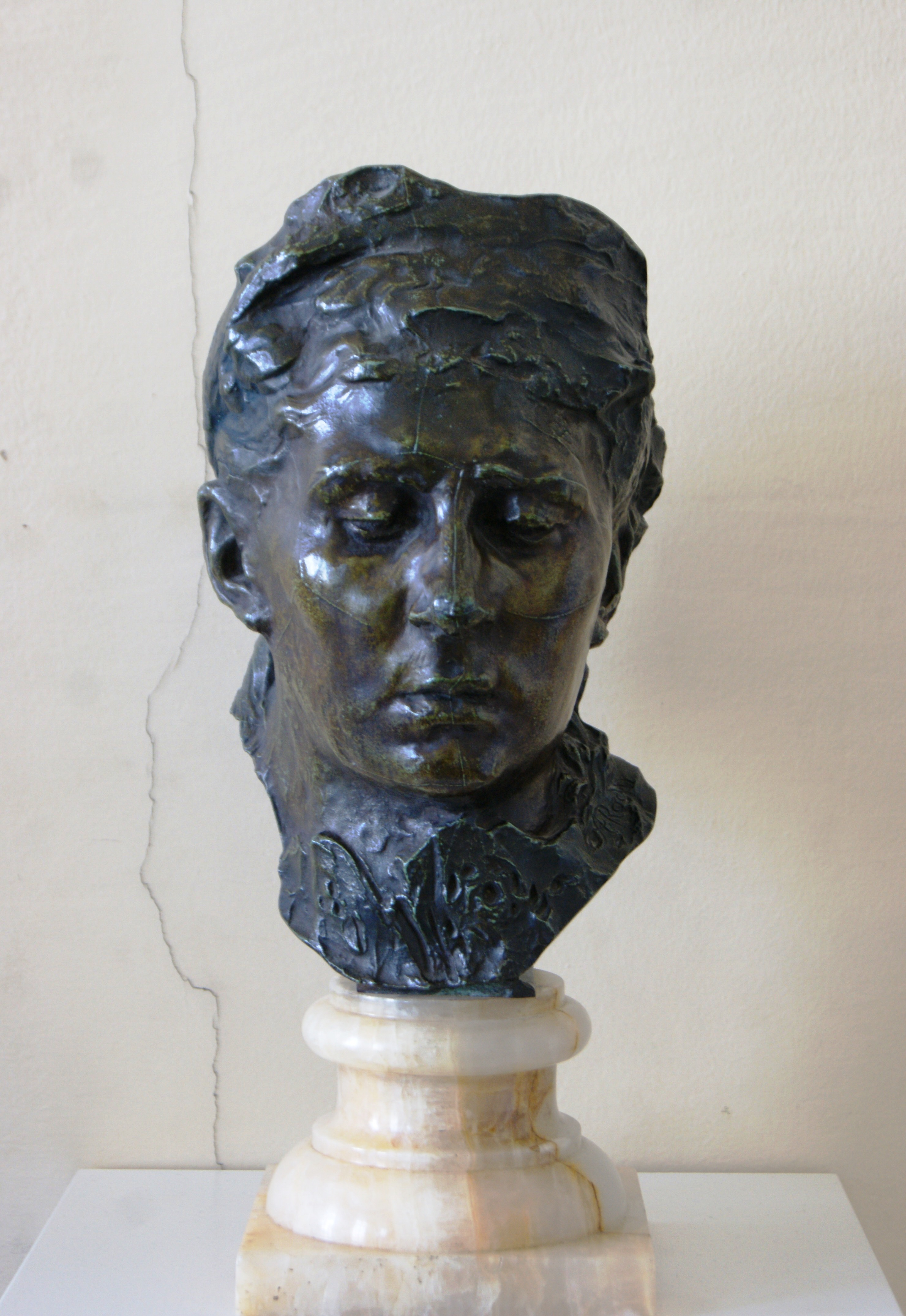
Masque de L'Alsacienne, 1880–1882.
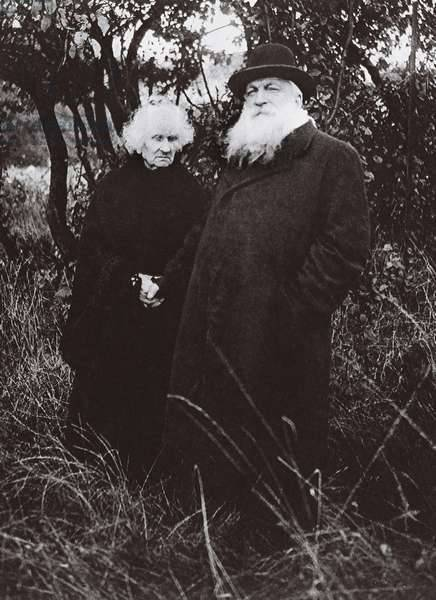
Auguste Rodin avec sa compagne Rose Beuret dans leur jardin à Meudon, France, 1916.